# 郭白铁路
郭白铁路位于内蒙古锡林郭勒盟境内，西起集二线的郭尔奔敖包站，沿既有郭查支线至乌日根塔拉站后向东北方向引出，终至苏尼特左旗境内的白音乌拉煤田芒来煤矿，服务于新建500万吨/年大型露天矿外运。线路全长141.7公里。是中铁资源资源集团有限公司下属芒来矿业有限公司煤炭外运修建的配套工程。由中铁资源集团投资，由属下的内蒙古郭白铁路有限责任公司经营。
新建线路97公里，改造既有线47公里，沿途共设4个车站，投资9亿元。建设工期一年半。2007年9月开工建设。2009年8月25日通车并投入临管运营。2013年10月18日，新建白音乌拉煤田至郭查线乌日根塔拉铁路正式通过内蒙古自治区发改委组织自治区发改委、水利厅、环保厅、国土资源厅、安监局以及中铁总工管中心、铁科院、呼铁局有关业务部门竣工验收。